# Дзятова къща
Дзятовата къща (на гръцки: Αρχοντικό Τζιάτα) е възрожденска къща в град Костур, Гърция. Сградата е построена в средата на XVIII век и е обявена за паметник на културата.

## Местоположение
Сградата е разположена на улица „Агиос Минас“ № 19 – 21.

## История
Къщата е построена през 1882 година според надписа на западния вход. В 1981 година е обявена за паметник на културата. Сградата изгаря в 2002 година.

## Архитектура
Сградата е триетажна. Основна характеристика е декорираният затворен балкон на южната фасада, украсен с извити корнизи и засводени отвори. На къщата през годините са правени интервенции, които променят първоначалната форма – на южната фасада до затворения чардак е добавена метална тераса към втория етаж. На изток, север и запад са добавяни балкони и стълбища, а приземният етаж е разделен на автономни части.